# 이스마일 하니예

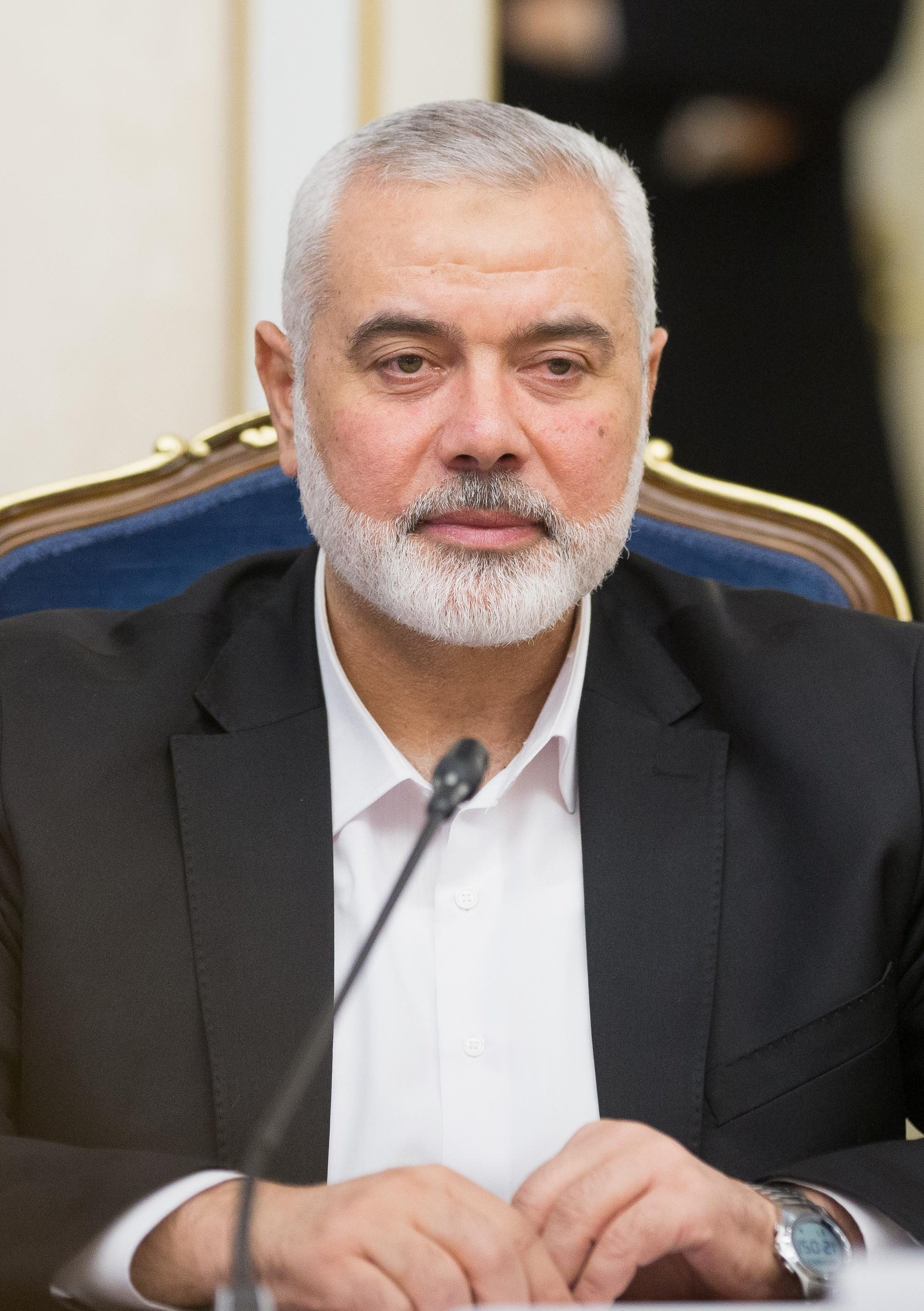
2020년 모습

이스마일 하니예(아랍어: إسماعيل هنية 이스마일 하니야[*], 영어: Ismail Haniyeh, 1962년 1월 29일~2024년 7월 31일)는 팔레스타인의 정치인이다. 하마스 정치국 의장, 고위 정치 지도자를 지냈다. 카타르에 거주하였다.
하니예는 1963년 가자 지구의 알샤티 난민 캠프에서 태어났다. 그는 가자 이슬람 대학교에서 공부하면서 처음으로 하마스와 인연을 맺었고, 1987년에 아랍어 문학 학사 학위를 취득했다. 1997년 하마스 사무실에서 근무한 후 그는 조직의 대열에서 성장했다.
하니예는 2006년 팔레스타인 총선에서 승리해 팔레스타인의 총리가 되었으며 하마스의 수장이 되었다. 마흐무드 압바스 대통령은 파타-하마스 분쟁이 한창이던 2007년 6월 14일 하니예를 해임했지만 하니예는 이 법령을 인정하지 않고 가자지구에서 총리직을 계속 행사했다.
하니예는 2006년부터 2017년 2월까지 가자 지구 하마스의 지도자였으며 야히아 신와르(Yahya Sinwar)로 교체되었다. 2017년 5월 6일 하니예는 칼레드 마샬을 대신하여 하마스 정치국 의장으로 선출되었다. 당시 하니예는 가자에서 카타르로 이주했다.
2024년 7월 31일 이란 테헤란에서 암살당했다.

## 같이 보기
- 이스마일 하니예 암살 사건